# Фінал Кубка націй ОФК 1980
Фінал Кубка націй ОФК 1980 року був останнім матчем Кубка націй ОФК 1980 року і визначав переможця турніру. Він був проведений 1 березня 1980 року в Нумеа, Нова Каледонія між двома командами, що виграли свої групи. Збірна Австралії виграла матч з рахунком 4-2 у збірної Таїті і вперше стала переможцями Кубка націй ОФК.

## Матч
| 1 березня 1980 |

| Австралія                               | 4–2 | Таїті                           |
| --------------------------------------- | --- | ------------------------------- |
| Пол Кей 4', 29' Денні Моліс Вік Бозаніч |     | Андре Вабеало 11' Еррол Беннетт |

| Нумеа, Нова Каледонія |